# コンガ
コンガ（Conga）とは、

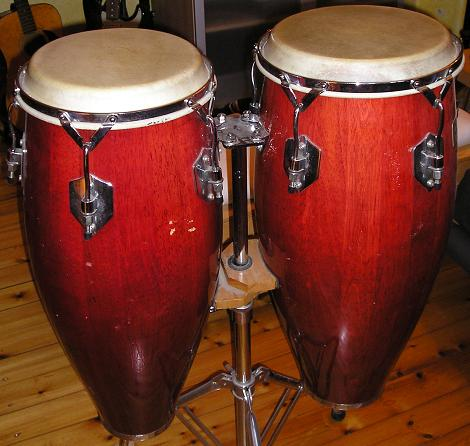
コンガ

1. 樽型の胴の上面にヘッド（皮）が張ってある打楽器（膜鳴楽器）の名称。キューバでトゥンバドーラと呼ばれる楽器の事。本項で詳述する。
2. 上記楽器の特定の口径の物を示す用語。

元来キューバの民族楽器であったが、1940年代アルセニオ・ロドリゲスのヒットナンバーやソンによって広く知られるようになった。
コンガの樽型の胴の内部は空洞であり、胴自体の素材は、木製・繊維強化プラスチック製のものが存在する。
また、コンガは口径によって呼称が異なり、口径が小さいものから順にレキント・キント・コンガ（セグンド）・トゥンバドーラなどと称されている。一般に口径が小さいものほど高音にチューニングされる。
軽量化、低コスト化のために、一般的なドラムと同じように上から下まで口径が一定の胴を持ち、ラグではなくスネアドラムやタムのようなテンションを使ったモデルもある。さらに、チューニングや交換ができないヘッドを製造時に接着する非常に軽量で安価なもの（構造は極端に長いフレームドラム。）もある。これらの簡易型コンガは主にマーチングバンドやドラムサークル、音楽療法やレクリエーションで利用される。
アルミ製のリムにヘッドを取り付けた胴が無い『コンパクトコンガ』という商品がコンガ奏者のジョバンニ・イダルゴ（Giovanni Hidalgo）監修のもとLP（Latin Percussion / ラテンパーカッション）社により製造販売されている。胴が無いため低音は出ないが、マイクで音を収音することで実際のコンガと同じような音がでる。また、ミュートすれば練習用として使うことができるとされている。胴が無いので自立しないため、膝や机の上に置いたり、スネアドラム用のスタンドを使って設置する。また、LP社からはドラムセットなどにマウントできるアダプタも販売されている。
簡易型コンガは異なったサイズを中に収納することで省スペースで保管や持ち運びができる。また、フープやラグなどの金具が無いため安全であり、アルコールシートで簡単に清掃ができるため衛生的であるので、幼児教育にも活用されている。

## 名称
この楽器は世界的にコンガの名称で親しまれているが、コンガという名称は本来はキューバのカーニバル音楽コンパルサで用いられるリズムを指すものであり、当のキューバではこの楽器をトゥンバドーラと呼称する。この楽器がコンガの名称で知られるようになったのは勘違いによるものという説が有力とされる。
コンガという言葉単体ではキントやコンガなどの上位概念を示すものなのか、特定のサイズを示す下位概念なのか判別できない。同様のこともキューバでの呼称であるトゥンバドーラでも言える。そのため、これらの用語は非常に文脈に依存する言葉である。

## 奏法
スティック（桴）を用いず、直接素手でヘッドを叩く奏法が一般的。主な奏法を以下に列挙する。
- 指全体でヘッドの端を押さえ込まないように叩くオープン
- 指先でヘッドの中心を弾くように叩くオープンスラップ
- 指先でヘッドの中心を弾くように叩き、ヘッドを押さえ込むクローズドスラップ
- 手のひら全体でヘッドを押さえ込まないように叩くベース
- 手の付け根でヘッドを押さえ込むヒール(heel)
- 指先でヘッドを押さえ込むトウ（toe）
- 手のひら全体でヘッドを押さえ込むクローズ
- 指先でヘッドの端を押さえ込むモフ

これらの奏法のうちヒールとトウは主にリズムキープに使用される。
一般的なドラムと同様に、スティックなどで叩いたり、ブラシなどを使う、キックペダルなどを使うことも可能である。

## 演奏スタイル
- 座奏 - 床に置き演奏者が椅子に座る
- 立奏 - スタンドを使用して演奏者が立つ
- マーチング - ひもなどで肩から吊るして演奏。カーニバルなどで見られる。

多くの場合異なる音程にチューニングされた複数のコンガを並べ、その中で中高音にチューニングされたものをメインに演奏する（座奏の場合、メインのコンガを両足で挟んで演奏する）。
1940年代頃までは、一人で一本のコンガを演奏するスタイルが通常であったが、カルロス・パタート・バルデスが、二本以上のコンガを一人で演奏するスタイルを確立し広めたと言われている。

## チューニング
多くの製品は一般的な工具と全く同じ形状のスパナによってラグ下側のナットを調整して行う。適切なサイズのスパナでチューニングは可能であるが、楽器メーカーは「チューニングキー」と呼ぶスパナを添付または販売している。工具用のスパナと変わらない形状から、グリップの部分にクッションがついているもの、ディープソケット形状になっているものなど専用設計のものもある。
LP社は一般的なドラムのキーを使い打面側からチューニングが出来るコンガも販売している（Top Tuning Congas）。

## 代表的なコンガメーカー
- TIMBA
- MOPERC
- Gon Bops
- LP（Latin Percussion）
- Toca
- Meinl
- Pearl
- REMO

## 代表的なコンガ奏者
ラテン音楽ではコンガ奏者のことを「コンゲーロ」と呼ぶ。
- ジョニー・グリッグス（JBズ）
- レイ・バレット（Ray Barretto）
- ラウル・リコウ（Raul Rekow）
- ウィリー・ボボ
- モンゴ・サンタマリア（Mongo Santamaria）
- カルロス・パタート・バルデス（Carlos "Patato" Valdez）
- サブー・マルティネス(Sabu Martinez)
- ジョバンニ・イダルゴ（Giovanni Hidalgo）
- チャノ・ポソ(Chano Pozo)
- レニー・カストロ
- チャンギート
- マイク・カラベロ（サンタナ）
- コーク・エスコベード（サンタナ）
- ジョー・キューバ（Joe Cuba）
- 野沢秀行（サザンオールスターズ）
- パラダイス山元（東京パノラママンボボーイズ）